# Distretto di Maha Rat
Il distretto di Maha Rat (in thailandese: มหาราช) è un distretto (amphoe) della Thailandia, situato nella provincia di Ayutthaya.